# Corey Webster
Corey Webster (nacido el 29 de noviembre de 1988 en Auckland) es un jugador de baloncesto neozelandés que pertenece a la plantilla de los Auckland Tuatara de la NBL (Nueva Zelanda). Mide 1,88 metros, y juega en la posición de base y escolta. Es hermano del también baloncestista Tai Webster.

## Trayectoria deportiva
Es un jugador formado en los New Zealand Breakers, donde jugó durante tres temporadas y tras marcharse volvería a jugar en el equipo de su país durante periodos determinados donde sería campeón de liga en varias ocasiones, convirtiéndose en una de las estrellas de la afición de dicho equipo. El base que también puede jugar de escolta, jugaría en Grecia y Serbia en las filas del Mega Leks y Koroivos.
En verano de 2017, firma por el Ironi Nahariya.

## Selección nacional
Webster representó a su país en dos ediciones de la Copa Mundial de Baloncesto (2014 y 2019) y en tres del Torneo preolímpico FIBA (2008, 2016 y 2024).